# سارق الملايين (فلم)
سارق الملايين هو فيلم مصري عرض عام 1968، بطولة فريد شوقي ونبيلة عبيد وعادل أدهم، ومن إخراج نيازي مصطفى.

## قصة الفيلم
تدور الأحداث حول «أمين سليمان» (فريد شوقي) الذي يقوم بسرقة خمسة ملايين ليرة من كازينو بلبنان، يتعرض لمطاردة من رجال الشرطة وللقبض عليه، ومن رجال الكازينو لقتله واسترجاع النقود، ومن يوسف ومها لسرقة الأموال منه، يقابل في رحلة هروبه فتاة جميلة تدعى مريم (نبيلة عبيد) تغير من حياته، وتطلب منه التوبة، وإعادة النقود.

## طاقم التمثيل
- فريد شوقي: (أمين سليمان)
- نبيلة عبيد: (مريم)
- عادل أدهم: (يوسف)
- ليلى شعير: (مها)
- وحيد جلال
- آمال عفيش
- سهيل تلحوق
- سامي مقصود
- محمد نور الدين
- محمد الدوكش
- عيسى النحاس
- كريم أبو شقرا
- سامي ديب
- رامز سلمان
- شفيق حسن
- فوزي الكيالي
- ماجد أفيوني
- حسن بنات
- فاروق جواد
- زكي حمود
- نعيم شاهين
- عادل غانم
- ريم سلمان
- خضر نصر الدين
- كاميليا
- جان فرحات
- بشارة صوايا
- أحمد خليفة
- سهيل نعماني
- بهية أمير
- صالح مشلاوي
- علي شمس الدين

## فريق العمل
- إخراج: نيازي مصطفى
- قصة وسيناريو: عبد الحي أديب
- حوار: بهجت قمر
- مدير التصوير: غسان هارون
- مونتاج: عبد العزيز فخري
- إنتاج: أفلام فريد شوقي
- توزيع: أنور الشيخ ياسين